# Bordo de Guadalupe
Bordo de Guadalupe är en ort i Mexiko.   Den ligger i kommunen San Diego de la Unión och delstaten Guanajuato, i den centrala delen av landet, 280 km nordväst om huvudstaden Mexico City. Bordo de Guadalupe ligger 2 002 meter över havet och antalet invånare är 109.
Terrängen runt Bordo de Guadalupe är platt åt sydost, men åt nordväst är den kuperad. Runt Bordo de Guadalupe är det ganska tätbefolkat, med 93 invånare per kvadratkilometer. Närmaste större samhälle är San Diego de la Unión, 15,5 km nordost om Bordo de Guadalupe. Trakten runt Bordo de Guadalupe består till största delen av jordbruksmark.